# Liste des monuments historiques des Baux-de-Provence
Cet article recense les monuments historiques des Baux-de-Provence, en France.

## Statistiques
Les Baux-de-Provence comptent 22 édifices comportant au moins une protection au titre des monuments historiques, soit 3 % des monuments historiques du département du Bouches-du-Rhône. 18 édifices comportent au moins une partie classée ; les quatre autres sont inscrits.
Le graphique suivant résume le nombre d'actes de protection par décennies (ou par année avant 1880) :

## Liste
| Monument                      | Adresse                     | Coordonnées                      | Notice         | Protection | Date | Illustration                  |
| ----------------------------- | --------------------------- | -------------------------------- | -------------- | ---------- | ---- | ----------------------------- |
| Baumes de Roucas              | Rue du Trencat              | 43° 44′ 36″ nord, 4° 47′ 44″ est | « PA00081204 » | Classé     | 1908 | Baumes de Roucas              |
| Chapelle des Pénitents Blancs |                             | 43° 44′ 37″ nord, 4° 47′ 39″ est | « PA00081206 » | Inscrit    | 1935 | Chapelle des Pénitents Blancs |
| Chapelle Saint-Blaise         |                             | 43° 44′ 34″ nord, 4° 47′ 40″ est | « PA00081207 » | Classé     | 1904 | Chapelle Saint-Blaise         |
| Château                       |                             | 43° 44′ 40″ nord, 4° 47′ 49″ est | « PA00081208 » | Classé     | 1904 | Château                       |
| Église Saint-Vincent          |                             | 43° 44′ 37″ nord, 4° 47′ 40″ est | « PA00081209 » | Classé     | 1886 | Église Saint-Vincent          |
| Four banal                    | Rue des Fours               | à géolocaliser                   | « PA00081210 » | Classé     | 1908 | Image manquante Téléverser    |
| Hôpital                       |                             | 43° 44′ 35″ nord, 4° 47′ 44″ est | « PA00081211 » | Classé     | 1904 | Hôpital                       |
| Hôtel de Manville             | Rue Neuve Place de la Lauze | 43° 44′ 37″ nord, 4° 47′ 43″ est | « PA00081212 » | Classé     | 1905 | Hôtel de Manville             |
| Hôtel de ville                | 2 Rue Neuve                 | 43° 44′ 38″ nord, 4° 47′ 43″ est | « PA00081214 » | Classé     | 1914 | Hôtel de ville                |
| Hôtel des Porcelets           |                             | 43° 44′ 37″ nord, 4° 47′ 40″ est | « PA00081213 » | Classé     | 1904 | Hôtel des Porcelets           |
| Maison de Bertrand Mocadeu    |                             | à géolocaliser                   | « PA00081215 » | Classé     | 1905 | Image manquante Téléverser    |
| Maison de Jean Laugier        |                             | à géolocaliser                   | « PA00081217 » | Classé     | 1908 | Image manquante Téléverser    |
| Maison de la Tour de Braü     | Rue du Trencat              | 43° 44′ 34″ nord, 4° 47′ 41″ est | « PA00081223 » | Classé     | 1904 | Maison de la Tour de Braü     |
| Maison de Lère                |                             | à géolocaliser                   | « PA00081218 » | Classé     | 1905 | Image manquante Téléverser    |
| Maison des Remparts           |                             | 43° 44′ 40″ nord, 4° 47′ 42″ est | « PA00081222 » | Inscrit    | 1976 | Image manquante Téléverser    |
| Maison du Roi                 | 1 rue Porte-Mage            | 43° 44′ 42″ nord, 4° 47′ 44″ est | « PA00081219 » | Classé     | 1905 | Maison du Roi                 |
| Maison Jean de Brion          | Grande-Rue                  | 43° 44′ 39″ nord, 4° 47′ 43″ est | « PA00081216 » | Classé     | 1908 | Maison Jean de Brion          |
| Maison Nicolas Martel         |                             | à géolocaliser                   | « PA00081220 » | Inscrit    | 1930 | Image manquante Téléverser    |
| Pavillon de la Reine Jeanne   |                             | à géolocaliser                   | « PA00081224 » | Classé     | 1905 | Pavillon de la Reine Jeanne   |
| Porte d'Eyguières             |                             | 43° 44′ 39″ nord, 4° 47′ 41″ est | « PA00081221 » | Inscrit    | 1979 | Porte d'Eyguières             |
| Remparts                      |                             | 43° 44′ 39″ nord, 4° 47′ 42″ est | « PA00081225 » | Classé     | 1904 | Remparts                      |